# Bure (Belgique)
Pour les articles homonymes, voir Bure.
Bure est une section de la commune belge de Tellin située en Région wallonne et province de Luxembourg.
C'était une commune à part entière avant la fusion des communes de 1977, quand elle passa de l'arrondissement administratif de Dinant, en province de Namur, à l'arrondissement administratif de Neufchâteau, en province de Luxembourg.
C'était une commune du département de Sambre-et-Meuse sous le régime français.

## Étymologie
Bure à la même étymologie que Bure en Moselle (France). Il s'agit du mot "boron" en vieux haut allemand qui signifier percer, forer (un puits de mine). Le nom bure désigne un puits de mine, par extension une mine. 

## Évolution démographique
- Source: DGS, 1831 à 1970=recensements population, 1976= habitants au 31 décembre

## Histoire
Du 23 décembre 1944 au 9 janvier 1945, Bure fut le théâtre de durs combats entre troupes britanniques et allemandes lors de la Bataille des Ardennes.

### Passé monastique
Il existe, à Bure, une ferme-château remontant au XVe siècle, qui servit de maison de campagne aux abbés de Saint-Hubert, ainsi que de « converserie », c'est-à-dire de résidence, aux frères convers chargés de cultiver le sol, élever les porcs et faire paître le bétail au profit de la communauté monastique à laquelle ils se rattachaient.

## Patrimoine et culture

### Patrimoine architectural

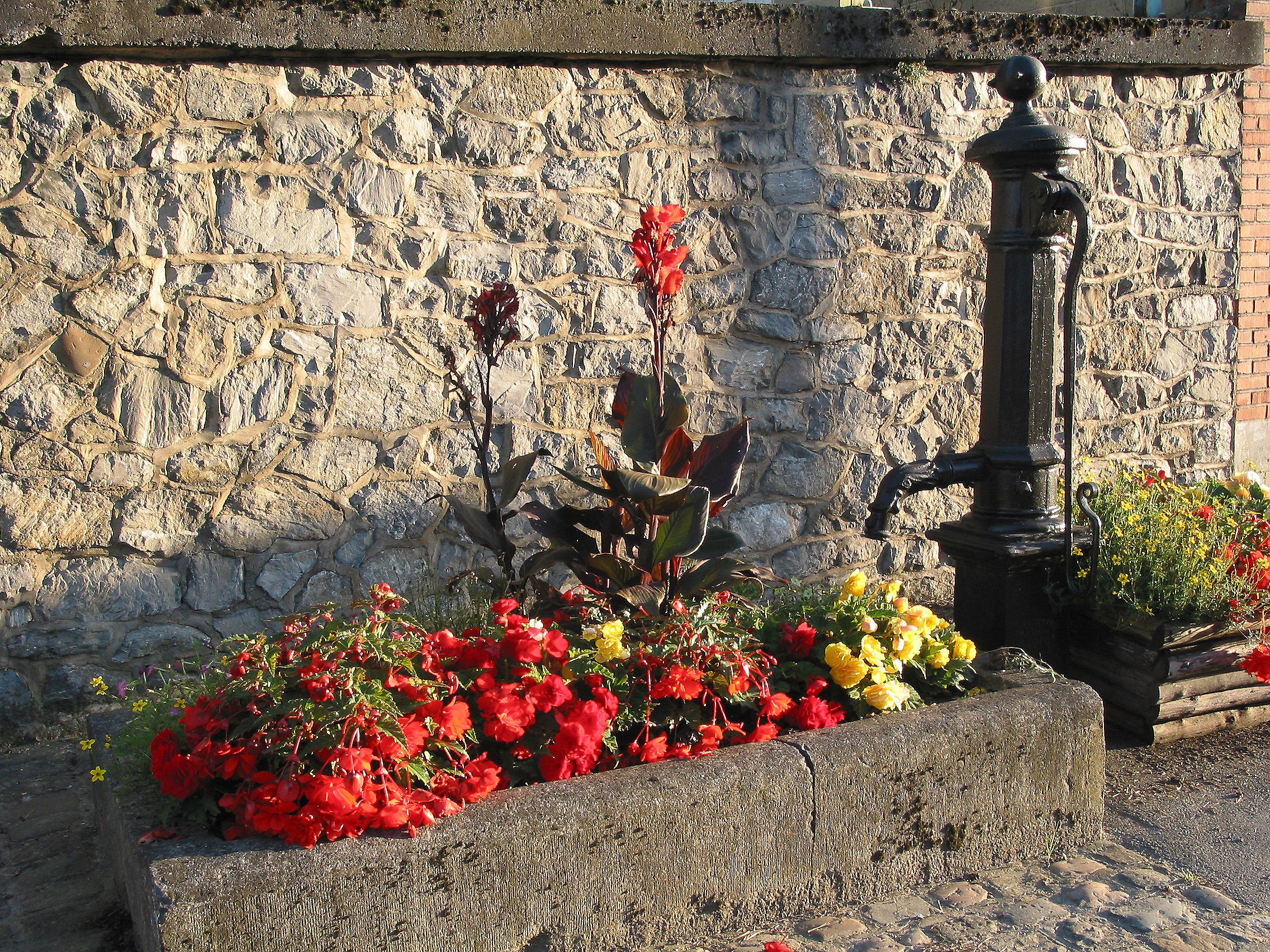
Pompe à eau communale (XIXe siècle).

Le saint-patron de l'église est saint Lambert. La chapelle Notre-Dame de Haurt date d’il y a trois siècles.

## Enseignement

### Collège d'Alzon
Le village possède le Collège d'Alzon, établissement d'enseignement secondaire fondé le 16 octobre 1900 par les Pères Assomptionnistes. Les villageois ont continué à l'appeler "le château". À la suite de la guerre 1914-1918, il fermera ses portes, par manque de moyens, pour rouvrir vers 1923. Les élèves et les pères assomptionnistes devaient aller mendier le dimanche, dans les villages environnants, pour avoir à manger la semaine. Durant l'entre-deux-guerres, il s'est d'abord appelé "L'alumnat de Bure", ensuite durant les années 1950 et 1960, l'institut Marie-Médiatrice. Jusqu'en 1960, le père LIguori continua à visiter les familles de bienfaiteurs dans toute la Belgique, qui lui remettaient de l'argent pour aider l'école et la communauté. Ses confrères le surnommaient "le père mendiant".

## Économie

### Implantation d'un parc d'éoliennes
2008 voit naître un projet d'implantation d'un parc éolien.
Ce projet, qui consistait en neuf éoliennes de 150 m de haut placées sur la colline de Bure a provoqué un vif émoi auprès des habitants de Mirwart et des deux villages avoisinants Bure et Tellin.
Ce projet a entretemps été abandonné.